# Linia kolejowa nr 190
Linia kolejowa nr 190 Bielsko-Biała Główna – Cieszyn – drugorzędna linia kolejowa w południowej części województwa śląskiego. Linia na całej długości jest jednotorowa i zelektryfikowana. Na odcinku od km 21,506 do km 28,780 jest linią znaczenia państwowego.

## Historia
Linia kolejowa została otwarta 1 czerwca 1888 roku jako część austriackiej Kolei Miast Morawsko-Śląskich. Po podziale Śląska Cieszyńskiego pomiędzy Polskę oraz Czechosłowację utworzono posterunek graniczny na moście kolejowym na Olzie w Cieszynie. Dawna austriacka kolej została podzielona na linie polskie i czechosłowackie; wówczas powstała linia kolejowa Bielsko-Biała – Cieszyn. Przebiega ona przez malownicze tereny Pogórza Śląskiego. Po II wojnie światowej ruch pociągów pasażerskich przywrócono 19 października 1945 roku. Elektryfikację odcinka Skoczów – Goleszów zakończono 23 grudnia 1974, a odcinka Bielsko-Biała Główna – Skoczów 29 grudnia 1982 roku, choć planowe kursy trakcją elektryczną wprowadzono dopiero 1 lutego 1983 roku. Odcinek linii Goleszów – Cieszyn zelektryfikowano 28 maja 1983. 
Po zakończeniu elektryfikacji, w 1983 z Bielska-Białej do Cieszyna PKP oferowało 11 połączeń w ciągu doby (z powrotem 12) z czasem przejazdu całej trasy wynoszącym około godziny i dziesięciu minut (najszybszy pociąg przyspieszony jechał godzinę i trzy minuty). Funkcjonowały także połączenia szczytowe Bielsko-Biała – Skoczów i Skoczów/Goleszów – Cieszyn. W 1990 czas jazdy ze Skoczowa do Cieszyna skrócił się do około 25 min., wtedy też uruchomiono pociąg nocny z Bielska-Białej do Wisły o godzinie 00:01, skomunikowany w Skoczowie ze składem do Cieszyna (odjazd 00:51). Od połowy lat dziewięćdziesiątych z powodu braku prac utrzymaniowych nastąpiło znaczące zmniejszenie prędkości, w wyniku czego doszło do wydłużenia czasu jazdy. Od tego czasu pociągi ze Skoczowa do Cieszyna przebywały ten odcinek w 40 minut, tyle samo trwała podróż ze Skoczowa do Bielska-Białej Głównej. Z Bielska-Białej kursowało 11 pociągów do Cieszyna, a z powrotem 9. W 2001 kursy o 13:47 i 14:25 skrócono do Goleszowa (ale faktycznie oba składy zjeżdżały następnie do Cieszyna jako próżne składy służbowe). Lata 2005–2009 przyniosły spory o wysokość dotacji do przewozów, pogarszające się parametry linii, miało miejsce też wielomiesięczne zamknięcie odcinka między Bielska-Białej do Jaworza Jasienicy, związane z budową zachodniej obwodnicy miasta (nie wprowadzono komunikacji zastępczej). Mimo tego, jeszcze w roku 2005 rozkład jazdy umożliwiał dojazd do pracy w trybie trzyzmianowym i powroty z nich z Bielska-Białej (7 par pociągów), z czasem przejazdu wynoszącym około półtorej godziny. Pociągi z Cieszyna odjeżdżały o 3:58, 5:22, 8:58, 11:53, 14:14 i 20:38, a z Bielska-Białej o 4:32, 6:04, 11:48, 14:46, 16:00, 18:36 i 22:40. Od rozkładu jazdy 2008/2009 pozostawiono na linii tylko trzy pary pociągów, z Bielska-Białej po godzinie 6, 14 i 18, a z Cieszyna po 5, 8 i 14. W styczniu 2009 ruch pociągów pasażerskich wstrzymano. Jeszcze do roku 2012 między Bielskiem-Białą a Skoczowem kursowały pociągi dalekobieżne z Warszawy i Gdyni do Wisły oraz specjalne, natomiast do 2013 pociągi towarowe kursowały do Bielska-Białej Wapienicy.
Pociągi pasażerskie na odcinku Cieszyn – Český Těšín kursowały do 6 października 1951 roku; sam odcinek został zelektryfikowany w 1994 roku. Inauguracja połączenia kolejowego Bielsko-Biała – Czeski Cieszyn miała miejsce 28 lutego 1995 roku i z tej okazji odbył się przejazd okolicznościowego pociągu retro prowadzonego parowozem Ty42-107 z wagonami ze skansenu w Chabówce.
10 stycznia 2009 roku zawieszono kursowanie pociągów relacji Cieszyn – Bielsko-Biała Główna – Cieszyn, a dnia 13 grudnia 2009 roku zawieszono połączenia międzynarodowe Cieszyn – Český Těšín.
W lutym 2013 roku PKP Polskie Linie Kolejowe przedstawiły listę linii kolejowych, które zostaną wyłączone z eksploatacji w grudniu 2013 r. Na liście tej znajdowały się m.in. odcinek z Bielska-Białej do Skoczowa oraz odcinek z Goleszowa do Cieszyna znajdujące się na linii kolejowej nr 190.
Mimo tego, w kwietniu 2013 roku województwo śląskie opublikowało dokument zawierający projekt rewitalizacji linii kolejowej nr 190 na odcinku Skoczów-Goleszów w ramach Regionalnego Programu Operacyjnego.
W 2015 roku projekt rewitalizacji linii kolejowej został rozszerzony o odcinek z Goleszowa do Cieszyna.
13 grudnia 2015 roku uruchomiono kursowanie lokalnych pociągów międzynarodowych z Cieszyna do Frydka-Místka, obsługiwanych wagonami spalinowymi przez przewoźnika kolejowego České dráhy. Połączenia te były zawieszone w latach 2020-2022 w związku z obostrzeniami covidowymi.
Między sierpniem a listopadem 2018 roku na odcinku Goleszów - Cieszyn kursowały pociągi z tłuczniem na modernizację linii kolejowej nr 90.
W październiku 2019 roku PKP Polskie Linie Kolejowe podpisały umowę na remont linii na odcinku Skoczów – Cieszyn, obejmujący przebudowę peronów, dostosowanie linii do prędkości 80-120 km/h poprzez wymianę torów, rozjazdów i urządzeń sterowania ruchem, usunięcie przystanku Cieszyn Mnisztwo i zbudowanie nowego przystanku Cieszyn Uniwersytet oraz przywrócenie elektrycznej sieci trakcyjnej na całym odcinku. Inwestycja otrzymała dofinansowanie w ramach Regionalnego Programu Operacyjnego. 16 marca 2020, ze względu na prace remontowe na linii, w ramach połączenia do Wisły została wprowadzona Zastępcza Komunikacja Autobusowa obejmującą odcinek Skoczów – Goleszów. Podczas prac zmodernizowano perony stacji i przystanków. Wymieniono torowisko oraz słupy trakcyjne i ponownie zelektryfikowano odcinek Goleszów – Cieszyn.
4 września 2022 roku ostatecznie otwarto dla ruchu pasażerskiego odcinek Skoczów – Cieszyn.
W kwietniu 2023 PKP Polskie Linie Kolejowe S.A wybrały do dofinansowania projekt „Rewitalizacja linii kolejowej nr 190 na odcinku Skoczów – Bielsko-Biała jako niezbędny element połączenia Śląska Cieszyńskiego z Krakowem (Cieszyn - Skoczów - Bielsko-Biała – Wadowice - Kraków)”. 28 września 2023 roku została podpisana umowa pomiędzy PKP Polskie Linie Kolejowe i miastem Bielsko-Biała dotycząca rewitalizacji linii kolejowej na odcinku Skoczów - Bielsko-Biała. Inwestycja będzie realizowana w ramach rządowego programu uzupełniania lokalnej i regionalnej infrastruktury kolejowej Kolej Plus. Oznacza to przystąpienie do modernizacji nieczynnego odcinka linii kolejowej pomiędzy Bielskiem-Białą a Skoczowem w ciągu kilku lat, zgodnie z założeniami Studium Planistyczno-Prognostycznego, opracowanego na zlecenie Stowarzyszenia Aglomeracja Beskidzka. Studium przewiduje nie tylko odbudowanie nawierzchni torowej z korektą krzywych i łuków, budowę lub modernizację kilkudziesięciu obiektów inżynieryjnych, przejazdów i przejść kolejowych, ale także powstanie nowych lub przebudowę dotychczasowych przystanków: Skoczów Bajerki II, Bielsko-Biała Osiedle Polskich Skrzydeł, Bielsko-Biała Stare Bielsko i Bielsko-Biała Listopadowa. Przewidywana jest prędkość eksploatacyjna do 100-120 km/h na odcinkach prostych i 60-70 km/h na łukach.
Szacowany koszt modernizacji odcinka Bielsko-Biała – Skoczów to 173 mln zł.